# Leonhard Rosen

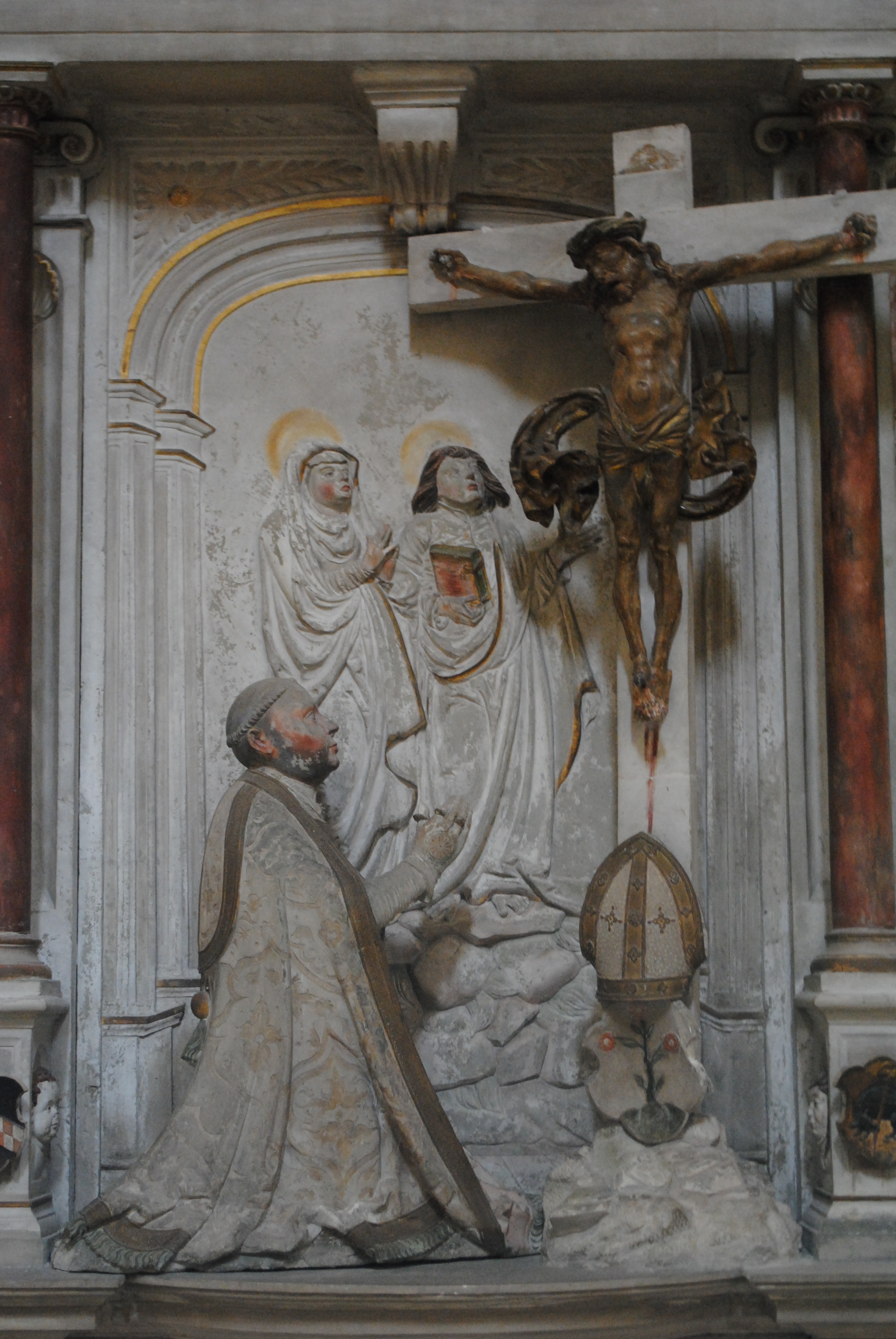
Das Epitaph von Leonhard Rosen in der Abteikirche Ebrach

Leonhard Rosen (auch Leonard Röß; * um 1532 in Willanzheim; † 6. Oktober 1591 in Ebrach) war von 1563 bis 1591 Abt des Zisterzienserklosters in Ebrach.

## Leben
Leonhard Rosen wurde um das Jahr 1532 im unterfränkischen Willanzheim geboren. Über die Eltern des späteren Abtes schweigen die Quellen, auch die schulische Ausbildung Rosens wird nicht erwähnt. Ebenso findet sein Eintritt ins Kloster Ebrach keine Nennung in den Quellen. Ob Leonhard Rosen wichtige Ämter innerhalb des Klosters bekleidete, oder bereits früh zum Nachfolger des Paulus Zeller aufgebaut wurde, ist deshalb ebenfalls unklar.
Nach dem Tod seines Vorgängers am 20. Juni 1563 wählte man Leonhard bald zum fünfunddreißigsten Prälaten der Abtei. In der Literatur finden seine großen Geistesgaben ausführliche Erwähnung. Abt Leonhard ließ als eine seiner ersten Initiativen den zerstörten Klosterhof in Schweinfurt wiederaufbauen. Weiterhin schwelte der Prozess gegen das Hochstift Würzburg, das die Reichsunmittelbarkeit des Klosters nicht anerkennen wollte. Deshalb hielt sich Abt Leonhard häufig in den sicheren Amtshöfen in Herrnsdorf, Bamberg und Nürnberg auf.
Als Leonhard 1573 im befreundeten Kloster Bronnbach weilte, ernannte ihn der Generalabt Nicolas I. Boucherat zum Vaterabt sämtlicher fränkischer Zisterzienserinnenklöster, außerdem wurde er Visitator der Klöster beider Geschlechter. Wiederum strebte Rosen einen Prozess gegen Würzburg am Reichskammergericht in Speyer an, der allerdings nach zehn Jahren ohne Entscheidung für beendet erklärt wurde. Rosen wollte zeitweise resignieren, stattdessen stellte ihm der Konvent einen Abt-Adjutor, Hieronymus Hölein, zur Seite.
Im Jahr 1585 kam es im Kloster zum Brand des Dormitoriums und der Klosterbibliothek. Wie nach dem Bauernkrieg von 1525 wurden sie vollständig zerstört. Rosen forcierte den Wiederaufbau der Gebäude und ließ die Anlage bis zum Jahr 1588 wieder neu errichten. Ebenso richtete er eine Singschule für Knaben im Kloster ein. Abt Leonhard Rosen starb am 6. Oktober 1591.

## Wappen
Das persönliche Wappen des Abtes findet sich auf seinem Epitaph in der Ebracher Klosterkirche. Beschreibung: In Silber auf grünem Boden ein aus dem Boden wachsender Rosenstrauch mit zwei roten Blüten. Während das Wappen auf dem Epitaph Verwendung fand, ist auf dem ehemaligen Richterhaus in Burgwindheim lediglich das Wappen der Zisterzienser mit den Buchstaben L und A (für Leonhard Abbas) zu sehen.